# Хора-Сірма (Вурнарський район)
Хо́ра-Сі́рма (рос. Хора-Сирма, чув. Хура Çырма) — присілок у складі Вурнарського району Чувашії, Росія. Входить до складу Єршипосинського сільського поселення.
Населення — 160 осіб (2010; 193 у 2002).
Національний склад:
- чуваші — 96 %